# Casa de Abraham Benatar
La Casa de Abraham Benatar es un inmueble de estilo art decó aerodinámico situado en la Avenida de la Democracia, 11 del Ensanche Modernista en la ciudad española de Melilla y forma parte del Conjunto Histórico Artístico de la Ciudad de Melilla, un Bien de Interés Cultural.

## Historia
Fue construido en 1934 según diseño del arquitecto Francisco  Hernanz.

## Descripción
Está construido en ladrillo macizo. Dispone de planta baja, dos plantas sobre esta y otra que sólo ocupa parte de la superficie.
Sus fachadas son extremadamente austeras, con bajos sin decoración y, con miradores que cuentan cómo decoración con cuatro líneas horizontales cortas y otra larga, que cómo las barandillas se continúan en los balcones de fábrica, sin ornamentación ni molduras.